# Portland Bill

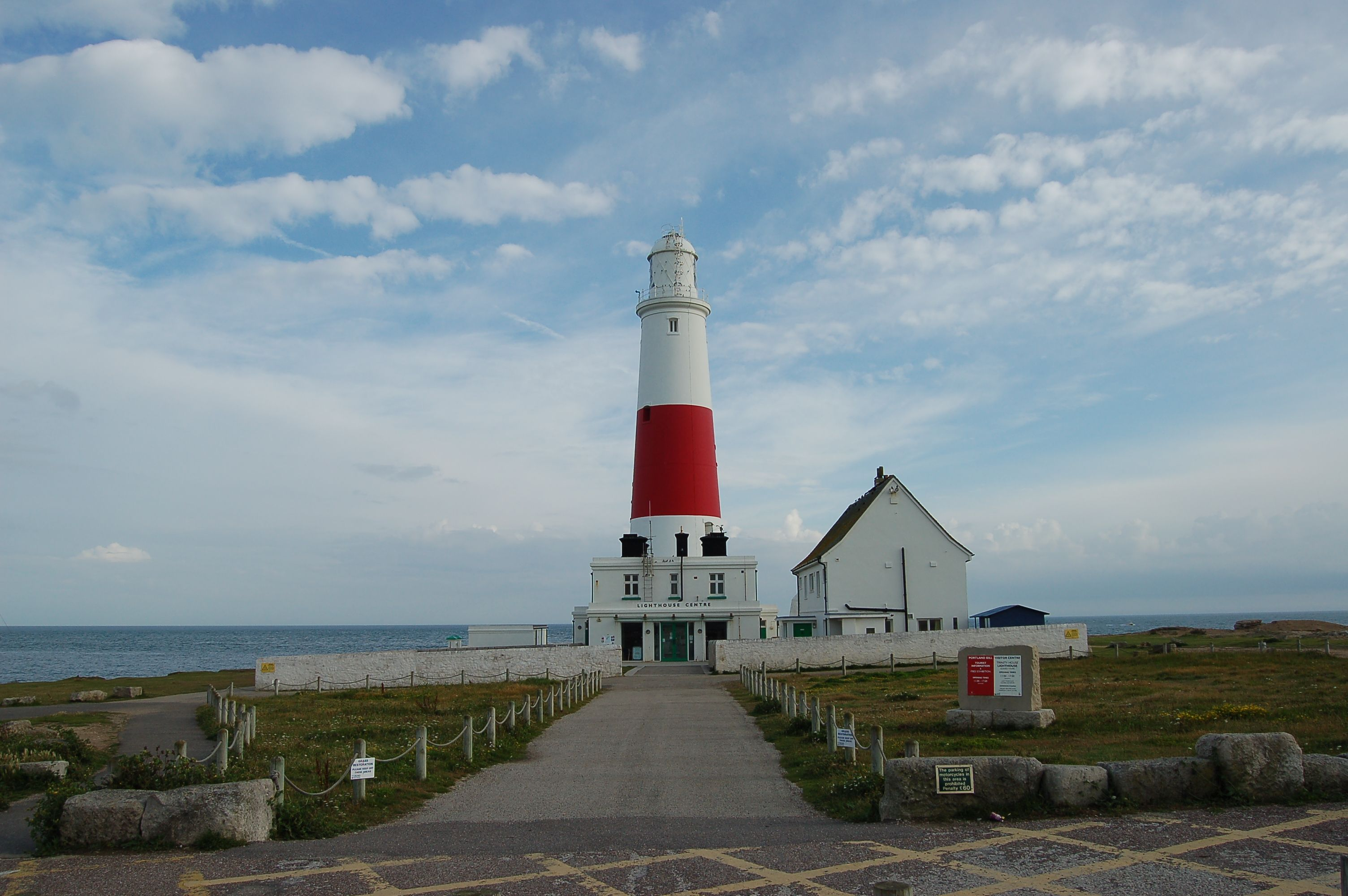
Faro Portland Bill (2007)

Portland Bill es una estrecha península de piedra de Pórtland que constituye el extremo meridional de la isla de Pórtland y, por ende, del condado de Dorset, Inglaterra. 
Es un punto importante para el tráfico costero, razón por la cual se han construidos tres faros sobre el mismo para proteger a los barcos de las fuertes corrientes de las mareas y de un arrecife poco profundo en particular. El faro más recientemente construido, pintado de rojo y blanco, es el Portland Bill Lighthouse, que fue edificado en 1906 y tiene 35 m de altura.
La cercana Pulpit Rock se formó gracias a las excavaciones en las canteras locales y, al igual que el faro, es una atracción turística popular.